# Donald Keene
Donald Lawrence Keene (n. 18 iunie 1922, New York City, New York, SUA – d. 24 februarie 2019, Tokyo⁠(d), Tōkyō, Japonia) a fost un niponolog, scriitor, traducător și fost profesor universitar originar din SUA.
A fost profesor emerit la Universitatea Columbia, unde a predat peste 50 de ani.
În 2011 s-a mutat permanent la Tokio, iar în martie 2012 i s-a acordat cetățenia japoneză. În kanji își scrie numele 鬼怒鳴門.

## Biografie
Keene a obținut diploma de licență la Universitatea Columbia în 1942. Apoi a studiat limba japoneză la Școala de limbă japoneză a Marinei militare americane la Boulder, Colorado, fiind apoi ofițer de informații în regiunea Pacificului în timpul celui de al Doilea Război Mondial. După terminarea războiului s-a reîntors la studii la Universitatea Columbia, unde și-a luat masteratul.
După ce a studiat un an la Universitatea Harvard, s-a transferat la Universitatea Cambridge din Marea Britanie, unde și-a luat un al doilea masterat. A predat la Universitatea Cambridge între 1949-1955. Între timp a avut o bursă la Universitatea Kyoto și și-a luat doctoratul la Universitatea Columbia în 1951.

## Doctorate onorifice
Keene a primit nouă doctorate honoris causa de la:
- UniversitateaToyo, Tokio, 2011
- Universitatea Kyorin, Tokio, 2007
- Universitatea Kyoto Sangyo (Kyoto, 2002)
- Keiwa Gakuen College (Prefectura Niigata), 2000)
- Tokyo University of Foreign Studies (Tokyo, 1999)
- Universitatea Waseda (Tokyo, 1998)
- Universitatea Tohoku (Sendai, 1997)
- Universitatea Columbia (New York, 1997)
- Middlebury College (Vermont, 1995)
- St. Andrews Presbyterian College (North Carolina, 1990)
- Universitatea Cambridge (1978)

## Premii și distincții (selecție)
- Premiul Kikuchi Kan (Kikuchi Kan Shō Society for the Advancement of Japanese Culture), 1962.[12]
- Premiul Ameringen Distinguished Book Award, 1967
- Kokusai Shuppan Bunka Shō Taishō, 1969
- Kokusai Shuppan Bunka Shō, 1971
- Ordinul răsărit de soare, Stea de aur și argint, 1975.
- Yamagata Banto Prize („Yamagata Bantō Shō”), 1983
- Premiul The Japan Foundation Award („Kokusai Kōryū Kikin Shō”), 1983
- Premiul Literar Yomiuri (Yomiuri Bungaku Shō), 1985 (Keene a fost primul străin care a primt acest premiu, pentru cartea de critică literară Travellers of a Hundred Ages scrisă în japoneză)
- Award for Excellence (Graduate Faculties Alumni of Columbia University), 1985
- Nihon Bungaku Taishō, 1985
- Donald Keene Center of Japanese Culture la Universitatea Columbia University numit în cinstea lui, 1986
- Tōkyō-to Bunka Shō, 1987
- NBCC (The National Book Critics Circle) Ivan Sandrof Award for Lifetime Achievement in Publishing, 1990
- Premiul Fukuoka Asian Culture Prize („Fukuoka Ajia Bunka Shō”), 1991
- Premiul Nihon Hōsō Kyōkai (NHK) Hōsō Bunka Shō, 1993
- The Ordinul răsărit de soare, Clasa a II-a, 1993
- Premiul Inoue Yasushi Bunka Shō („Inoue Yasushi Kinen Bunka Zaidan”), 1995
- The Distinguished Achievement Award (din partea The Tokyo American Club) #65288, 1995
- Premiul de Onoare (din partea The Japan Society of Northern California), 1996
- Premiul Asahi Award, 1997
- Persoană de Merit Cultural (Bunka Kōrōsha) (Guvernul japonez), 2002 (Keene este al treilea străin care a primit această distincție)
- Premiul Mainichi Shuppan Bunka Shō (The Mainichi Newspapers), 2002
- Medalia PEN/Ralph Manheim pentru traduceri, 2003
- Ordinul Culturii (Bunka kunshō), 2008.[13]

## Opere

### Traduceri
- Chikamatsu Monzaemon, The Battles of Coxinga: Chikamatsu's Puppet Play, Its Background and Importance (Taylor's Foreign Press, 1951)
- Dazai Osamu, No Longer Human (New Directions, 1958)
- Chikamatsu Monzaemon, The Major Plays of Chikamatsu (Columbia Univ Press, 1961)
- Kenkō Yoshida, Essays in Idleness: The Tsurezuregusa of Kenko (Columbia Univ Press, 1967)
- Mishima Yukio, Five Modern No Plays - Including: Madame de Sade (Tuttle, 1967)
- Chushingura: The Treasury of Loyal Retainers, a Puppet Play (Columbia Univ Pr, 1971)
- Mishima Yukio, After the Banquet (Random House Inc, 1973)
- Dazai Osamu, The Setting Sun (Tuttle, 1981)
- Abe Kobo, Three Plays (Columbia Univ Pr, 1997)
- Matsuo Bashō, The Narrow Road to Oku (Kodansha Amer Inc, 1997)
- Kawabata Yasunari, The Tale of the Bamboo Cutter (Kodansha Amer Inc, 1998)
- Yuzo Yamamoto, One Hundred Sacks of Rice: A Stage Play (Nagaoka City Kome Hyappyo Foundation, 1998)
- Donald Keene & Oda Makoto, The Breaking Jewel, Keene, Donald (trans) (Columbia Univ Press, 2003)

### Redactor
- Anthology of Japanese Literature from the Earliest Era to the Mid-Nineteenth Century (Grove Pr, 1960)
- Anthology of Chinese Literature: From the 14th Century to the Present Day (coredactor cu Cyril Birch) (Grove Pr, 1987)
- Love Songs from the Man'Yoshu (Kodansha Amer Inc, 2000)

### Opere în engleză
- The Battles of Coxinga: Chikamatsu's Puppet Play, Its Background and Importance (Taylor's Foreign Press, 1951)
- Japanese Literature an Introduction for Western Readers (Grove Press, 1955)
- Modern Japanese Literature: An Anthology (Grove Press, 1956)
- Major Plays of Chikamatsu (Columbia Univ Press, 1961)
- Four Major Plays of Chikamatsu (Columbia Univ Press, 1961)
- Japanese Discovery of Europe, 1720-1830 (Stanford Univ Press, 1969)
- Twenty Plays of the No Theatre (Columbia Univ Press, 1970)
- World Within Walls: Japanese Literature of the Pre-Modern Era, 1600-1867 (Henry Holt & Co, 1976) -(Second book in his "A History of Japanese Literature" series)
- Some Japanese Portraits (Kodansha Amer Inc, 1979)
- Dawn to the West: Japanese Literature in the Modern Era (Henry Holt & Co, 1987)
  - Dawn to the West: Japanese Literature in the Modern Era; Poetry, Drama, Criticism (Holt Rinehart & Winston, 1984) -(Fourth book in his "A History of Japanese Literature" series)
  - Dawn to the West: Japanese Literature of the Modern Era; Fiction (Holt Rinehart & Winston, 1984) -(Third book in his "A History of Japanese Literature" series)
- The Pleasures of Japanese Literature (Columbia Univ Pr, 1988; ISBN 0-231-06736-4)
- Donald Keene with Herbert E. Plutschow, Introducing Kyoto (Kodansha Amer Inc,1989)
- Travelers of a Hundred Ages: The Japanese As Revealed Through 1, 000 Years of Diaries (Diane Pub Co, 1989)
- Modern Japanese Novels and the West (Umi Research Press, 1989)
- No and Bunraku: Two Forms of Japanese Theatre (Columbia Univ Press, 1990)
- Appreciations of Japanese Culture (Kodansha Amer Inc, 1991)
- Donald Keene with Ooka Makoto, The Colors of Poetry: Essays in Classic Japanese Verse (Katydid Books, 1991
- Travelers of a Hundred Ages (Henry Holt & Co, 1992)
- Seeds in the Heart: Japanese Literature from Earliest Times to the Late Sixteenth Century (Henry Holt & Co, 1 iunie 1993) -(First book in his "A History of Japanese Literature" series)
- On Familiar Terms: A Journey Across Cultures (Kodansha Amer Inc, 1994)
- Modern Japanese Diaries: The Japanese at Home and Abroad As Revealed Through Their Diaries (Henry Holt & Co, 1995)
- The Blue-Eyed Tarokaja: A Donald Keene Anthology (Columbia Univ Press, 1996
- On Familiar Terms: To Japan and Back, a Lifetime Across Cultures (Kodansha Amer Inc, 1996)
- Donald Keene with Anne Nishimura & Frederic A. Sharf, Japan at the Dawn of the Modern Age: Woodblock Prints from the Meija Era, 1868-1912 (Museum of Fine Arts Boston, 2001)
- Sources of Japanese Tradition: From Earliest Times to 1600 compiled by Donalde Keen, Wm. Theodore De Bary, George Tanabe and Paul Varley (Columbia Univ Press, 2001)
- Emperor of Japan: Meiji and His World, 1852-1912 (Columbia Univ Press, 2002)
- Donald Keene with Lee Bruschke-Johnson & Ann Yonemura, Masterful Illusions: Japanese Prints from the Anne Van Biema Collection (Univ of Washington Press, 2002)
- Five Modern Japanese Novelists (Columbia Univ Press, 2002)
- Yoshimasa and the Silver Pavilion: The Creation of the Soul of Japan (Columbia Univ Press, 2003)
- Frog In The Well: Portraits of Japan by Watanabe Kazan 1793-1841 (Asia Perspectives), (Columbia Univ. Press, 2006)
- Chronicles of My Life: An American in the Heart of Japan. (Columbia Univ. Press, 2008)